# Hypsolyrium gibbosa
Hypsolyrium gibbosa är en insektsart som beskrevs av William Lucas Distant 1908. Hypsolyrium gibbosa ingår i släktet Hypsolyrium och familjen hornstritar. Inga underarter finns listade i Catalogue of Life.